# ستانلي ب. أشبروك
كان ستانلي برايان أشبروك (10 أكتوبر 1882 - 23 يناير 1958)، من ولاية كنتاكي، هاوي طوابع أمريكي بارز، عُرف بدراساته المُعمّقة للطوابع البريدية الأمريكية القديمة وتاريخها البريدي. كان يُعرف عادةً باسم ستانلي ب. أشبروك.

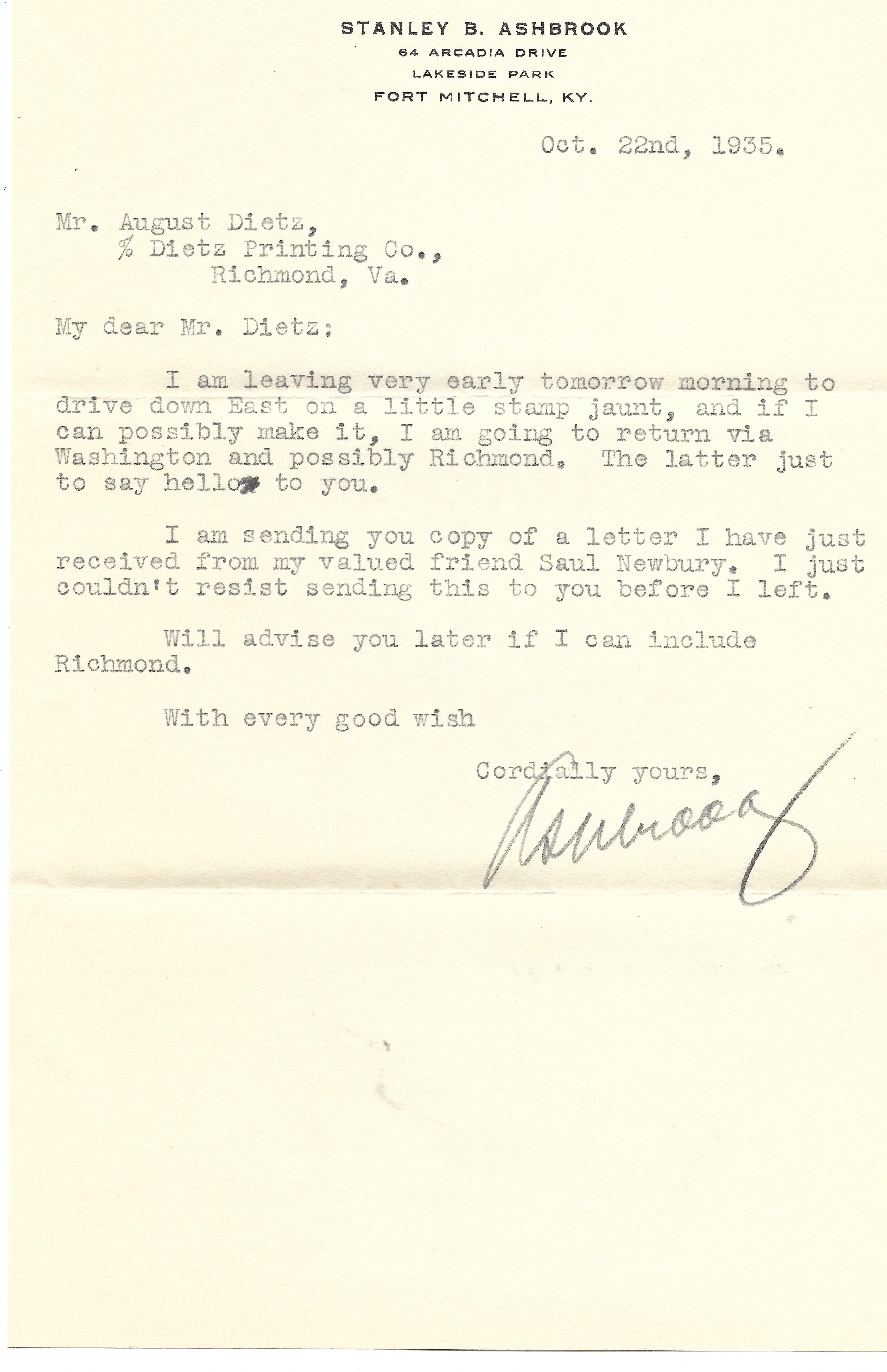
رسالة ستانلي أشبروك سنة 1935

## الاهتمام بطوابع البريد
كان أشبروك مهتمًا في المقام الأول بالطوابع الكلاسيكية للولايات المتحدة والتاريخ البريدي في شكل أغلفة مختومة.
اشتهر آشبروك بكتابهِ الشهير ذي المجلدين بعنوان "طابع الولايات المتحدة ذو السنت الواحد من 1851 إلى 1857" الذي نُشر عام 1938. وقد قادته أبحاثه في طوابع البريد الأمريكية المبكرة إلى تأليف كتاب "طابع الولايات المتحدة ذو السنت الواحد من 1855 إلى 1857" عام 1936، والذي نال عنهُ ميدالية كروفورد عام 1937.
نشر آشبروك "خدمة آشبروك الخاصة" كسلسلة خاصة بالمشتركين، وساهم أيضًا في سلسلة أخرى للمشتركين بعنوان "نشرات مجموعة البحث".

## التكريم
نال ستانلي آشبروك العديد من الأوسمة والجوائز تقديرًا لأبحاثهِ في مجال طوابع البريد ومنشوراته اللاحقة. ومن بين هذهِ الأوسمة والجوائز، جائزة لوف، وميدالية كروفورد، ووقع على قائمة هواة جمع الطوابع المتميزين عام 1950. وهو مُدرج حاليًا في قاعة مشاهير جمعية الطوابع الأمريكية.

## الأرث
بيعت ممتلكاتهِ البريدية، والتي تضمنت طوابع بريدية أمريكية كلاسيكية، وتاريخ بريدي، وملاحظات غير منشورة، ومواد أخرى في عام 1958 في مزاد علني من قبل شركة إتش آر هارمر.